# Mark Valeriano
Mark Anthony Valeriano (* 14. Februar 1991) ist ein US-amerikanischer Schauspieler, Kurzfilmschaffender und Model.

## Leben
Valeriano besuchte die University of North Florida, das Montgomery County Community College und die Florida Atlantic University, wo er jeweils als Hauptfach Athletiktraining belegte. Von 2012 bis 2014 machte er seinen Bachelor in Kommunikation an der Temple University. Er begann seine Filmschauspiellaufbahn durch Mitwirkungen in den Kurzfilmen Inner Connection von 2012 und In Quiet Country aus dem Jahr 2014. Eine erste größere Spielfilmrolle erhielt er 2015 im Horrorfilm Take 2: The Audition. Ab demselben Jahr bis einschließlich 2018 war er in acht Episoden der Fernsehserie Grimoire in der Rolle des Zac Woods zu sehen. In den nächsten Jahren folgten verschiedene Rollenbesetzungen in Kurz- und Spielfilmen. 2018 spielte er im Mockbuster vom Filmstudio The Asylum Hornet – Beschützer der Erde in der Rolle des Luke mit. Weitere gemeinsame Projekte folgten 2020 in Monster Hunters – Die Alienjäger in der Rolle des Robert „Bob“ Drake und 2021 in The Devil’s Triangle – Das Geheimnis von Atlantis als Owen Dubois.
Valeriano wirkte in verschiedenen Funktionen an mehreren Kurzfilmen mit.

## Filmografie (Auswahl)

### Schauspiel
- 2012: Inner Connection (Kurzfilm)
- 2014: In Quiet Country (Kurzfilm)
- 2015: Take 2: The Audition
- 2015: Zombie (Kurzfilm)
- 2015: A Harlequin in Darkness
- 2015: Match (Kurzfilm)
- 2015–2018: Grimoire (Fernsehserie, 8 Episoden)
- 2016: Hickory (Kurzfilm)
- 2016: Memento Mori (Fernsehfilm)
- 2016: Starbucks: The Movie (Kurzfilm)
- 2017: Dress Rehearsal (Kurzfilm)
- 2017: Zayn & Taylor Swift: I Don’t Wanna Live Forever Parody (Kurzfilm)
- 2017: XKWX (Fernsehserie, Episode 1x07)
- 2017: The Butcher (Kurzfilm)
- 2017: No Trespassing
- 2017: The Surveyor 2
- 2017: And Then There Were None 2017
- 2018: Sunny Family Cult (Fernsehserie, 3 Episoden)
- 2018 Pennsylvania Guy Like Me (Kurzfilm)
- 2018 Rearview Mirror (Kurzfilm)
- 2018: Do Better (Kurzfilm)
- 2018: Kidding (Fernsehserie, Episode 1x01)
- 2018: The Coroner: I Speak for the Dead (Fernsehserie, Episode 3x02)
- 2018: Long Distance Trip
- 2018: Solstice (Kurzfilm)
- 2018: I Hate This Place (Kurzfilm)
- 2018: Hornet – Beschützer der Erde (Hornet)
- 2018: At the Bus Stop (Kurzfilm)
- 2019: Color Blind (Kurzfilm)
- 2019: That Angry Bitch (Kurzfilm)
- 2019: Identity (Kurzfilm)
- 2019: Trevor and the Virgin (Kurzfilm)
- 2019: Now Apocalypse (Fernsehserie, Episode 1x03)
- 2019: Betrayed (Fernsehserie, Episode 3x05)
- 2019: The Dark Military
- 2019: The 27 Club
- 2019: The Debt of Maximillian
- 2019: Trick (Kurzfilm)
- 2019–2020: Dhar Mann (Miniserie, 2 Episoden)
- 2020: Street Survivors – Die wahre Geschichte des Flugzeugabsturzes von Lynyrd Skynyrd (Street Survivors)
- 2020: Monster Hunters – Die Alienjäger (Monster Hunters)
- 2020: Primal
- 2020: Bogalusa (Kurzfilm)
- 2020: Sweet Taste of Souls
- 2021: Syndrome K (Dokumentation)
- 2021: Mommune
- 2021: Der Denver-Clan (Dynasty, Fernsehserie, Episode 4x09)
- 2021: Jay Shetty (Miniserie, 2 Episoden, verschiedene Rollen)
- 2021: The Influencer
- 2021: The Devil’s Triangle – Das Geheimnis von Atlantis (Devil's Triangle)
- 2021: South Pas (Kurzfilm)
- 2022: Her Sweater (Kurzfilm)
- 2022: Hilfe, ich wurde gebissen! (Something Bit Me, Dokufernsehserie, Episode 1x01)
- 2023: Exeter (Podcastserie, 5 Episoden)
- 2023: Big Shark
- 2023: The Getback
- 2023: Winning Time: Aufstieg der Lakers-Dynastie (Winning Time: The Rise of the Lakers Dynasty, Fernsehserie, 5 Episoden)

### Filmschaffender
- 2012: Inner Connection (Kurzfilm; Produktion, Regie)
- 2018: At the Bus Stop (Kurzfilm; Produktion, Drehbuch)
- 2021: South Pas (Kurzfilm; Produktion, Regie)